# Coniophanes sarae
Coniophanes sarae là một loài rắn trong họ Rắn nước. Loài này được Ponce-Campos & Smith mô tả khoa học đầu tiên năm 2001.